# Џејн Гибсон
Одри Џејн Гибсон (енгл. Audrey Jane Gibson; 5. октобар 1924, Париз — 10. јун 2008, Њу Хемпшир) била је британско-амерички микробиолог и биохемичарка, професор на Универзитету Корнел од 1979. године и уредница научног часописа Примењена и микробиологија животне средине, и део мале групе жена која су биле међу првим професоркама микробиологије у Сједињеним Америчким Државама. Остаће запамћена по томе што је радила на изучавању фотосинтетских бактерија и открићу да је за метаболизам колиформних бактерија потребан селен  и опису нове врсте сумпорне бактерије из рода Chloroherpeton.

## Живот и каријера
Рођена је 5. октобра 1924. године у Паризу, од оца Gerald Hume Saverie Pinsent (1888–1976) генералног контролора британске Националне канцеларије за дуг и мајка Katharine Kentisbeare  (1884–1949), ћерка либералног посланика, Sir George Heynes Radford-а.
Детињство је провела у Швајцарској и у Девону. Школовала се у школи Maynard School  у Екетеру и 1946. године стекла признату диплому из биохемије на Newnham College, Кембриџ, под надзором биохемичарке Marjory Stephenson.  Докторирала је 1949. године  из микробиологије на Институту Листер Универзитета у Лондону.
Када јој је 1969. године  супруг оболео од чир на желуцу, обоје су одлучили да лето проводе у Woods Hole -у, у коме су 1970. године купили  кућу и једрилицу и тамо провели наредних 20 година заједничког живота. Током тих година Џејн Гибсон је сваког лета држала курсеве микробиологије у Морској биолошкој лабораторији, док је њен супруг сакупљао рибљу крв за своја истраживања на Универзитету Корнел.
Гибсонови су се повукли са Универзитета Корнел 1996. године и преселили у Етну у држави Њу Хампшир. Међутим, зимске месеце су проводили у Хјустону у Тексасу. Њен супруг је радио у лабораторији за кинетику на Универзитету Рајс, док је Џејн Гибсон била запослена у одсеку за микробиологију на Медицинском факултету Универзитета у Тексасу.
Преминула је у свом дому у Етни 10. јуна 2008, у  83 години живота.